# Serie A 1985-1986 (rugby a 15)
La serie A 1985-86 fu il 56º campionato nazionale italiano di rugby a 15 di prima divisione.
Si tenne dal 15 settembre 1985 al 27 aprile 1986 tra 16 squadre e fu l'ultimo campionato nazionale a chiamarsi serie A; dalla stagione successiva, e fino a tutto il 2000-01, si chiamò serie A1, e il campionato di seconda divisione prese la denominazione di serie A2.
In ragione della riduzione a 12 squadre prevista per il campionato di serie A1 successivo, furono decise 6 riassegnazioni alla futura serie A2 e due salite dalla serie B, dalla stagione successiva declassata a campionato di terza serie nazionale.
A vincere il campionato fu il Petrarca, che si aggiudicò con due giornate d'anticipo il terzo titolo consecutivo e il decimo assoluto, che diede ai padovani il diritto di vestire la Stella sulle maglie e ne fece il club più titolato d'Italia dopo l'Amatori Milano (14 scudetti all'epoca).
Per decidere due delle sei squadre da retrocedere si dovette procedere a uno spareggio a tre tra le quintultime classificate a pari merito nella poule salvezza: a salvarsi fu il Calvisano, mentre a scendere nella nuova A2, insieme alle due perdenti lo spareggio Benevento e Lyons, furono San Donà, Rugby Roma, Rugby Milano e Noceto.

## Squadre partecipanti e sponsor
- Amatori Catania
- Amatori Milano
- L’Aquila (Scavolini)
- Benetton
- Benevento (Imeva)
- Brescia (Brunelleschi)
- Calvisano (Doko)
- Casale (Eurobags)

- Lyons (Demafil, poi Gelcapello)
- Rugby Milano (MAA Assicurazioni)
- Noceto (Casone)
- Parma
- Petrarca
- Rugby Roma (Rolly Go)
- Rovigo (Deltalat)
- San Donà (Fracasso)

## Formula
Per la quarta e ultima edizione di campionato, le 16 squadre furono ripartite in due gironi paritetici da 8 squadre ciascuno che si affrontarono a girone all'italiana; le prime quattro squadre di ogni girone accedettero alla poule scudetto della seconda fase, mentre le ultime quattro alla poule salvezza, anch'esse a girone all'italiana.
La vincitrice della poule scudetto fu campione d'Italia, le ultime quattro della poule salvezza scesero in serie B.

## Prima fase

### Girone A
|       | 1ª/8ª giornata         |      |
| ----- | ---------------------- | ---- |
| 47-9  | Petrarca - Noceto      | 23-9 |
| 44-6  | Parma - Benevento      | 35-6 |
| 24-27 | Brescia - Rovigo       | 6-38 |
| 11-12 | Lyons - Amatori Milano | 3-43 |
|       |                        |      |

|       | 4ª/11ª giornata         |       |
| ----- | ----------------------- | ----- |
| 40-6  | Brescia - Parma         | 3-7   |
| 6-15  | Lyons - Petrarca        | 12-29 |
| 9-13  | Amatori Milano - Rovigo | 22-21 |
| 16-28 | Noceto - Benevento      | 13-19 |
|       |                         |       |

|       | 7ª/14ª giornata            |       |
| ----- | -------------------------- | ----- |
| 10-8  | Parma - Rovigo             | 16-42 |
| 15-15 | Brescia - Petrarca         | 12-25 |
| 6-9   | Noceto - Lyons             | 3-39  |
| 22-44 | Benevento - Amatori Milano | 0-27  |

|       | 2ª/9ª giornata         |       |
| ----- | ---------------------- | ----- |
| 11-15 | Rovigo - Lyons         | 46-25 |
| 12-14 | Amatori Milano - Parma | 15-10 |
| 12-22 | Noceto - Brescia       | 4-17  |
| 13-14 | Benevento - Petrarca   | 0-52  |
|       |                        |       |

|       | 5ª/12ª giornata          |       |
| ----- | ------------------------ | ----- |
| 7-10  | Petrarca - Rovigo        | 7-0   |
| 35-4  | Parma - Noceto           | 25-9  |
| 9-16  | Brescia - Amatori Milano | 3-34  |
| 12-28 | Benevento - Lyons        | 13-31 |

|       | 3ª/10ª giornata           |       |
| ----- | ------------------------- | ----- |
| 16-3  | Petrarca - Amatori Milano | 13-11 |
| 14-18 | Parma - Lyons             | 10-3  |
| 43-16 | Rovigo - Noceto           | 26-15 |
| 13-21 | Benevento - Brescia       | 0-33  |
|       |                           |       |

|       | 6ª/13ª giornata         |       |
| ----- | ----------------------- | ----- |
| 7-6   | Petrarca - Parma        | 3-10  |
| 32-9  | Rovigo - Benevento      | 63-14 |
| 15-21 | Lyons - Brescia         | 15-9  |
| 48-3  | Amatori Milano - Noceto | 16-6  |

#### Classifica girone A
|  |    | Squadra        | G  | V  | N | P  | PF  | PS  | Pt |
|  | -- | -------------- | -- | -- | - | -- | --- | --- | -- |
|  | 1. | Petrarca       | 14 | 11 | 1 | 2  | 273 | 116 | 23 |
|  | 2. | Rovigo         | 14 | 10 | 0 | 4  | 380 | 175 | 20 |
|  | 3. | Amatori Milano | 14 | 10 | 0 | 4  | 312 | 144 | 20 |
|  | 4. | Parma          | 14 | 9  | 0 | 5  | 242 | 176 | 18 |
|  | 5. | Lyons          | 14 | 7  | 0 | 7  | 230 | 244 | 14 |
|  | 6. | Brescia        | 14 | 6  | 1 | 7  | 235 | 227 | 13 |
|  | 7. | Benevento      | 14 | 2  | 0 | 12 | 155 | 453 | 4  |
|  | 8. | Noceto         | 14 | 0  | 0 | 14 | 125 | 397 | 0  |

### Girone B
|       | 1ª/8ª giornata            |       |
| ----- | ------------------------- | ----- |
| 40-3  | L'Aquila - San Donà       | 28-15 |
| 18-24 | Rugby Roma - Calvisano    | 15-19 |
| 9-36  | Milano - Benetton Treviso | 9-46  |
| 13-7  | Casale - Amatori Catania  | 7-33  |
|       |                           |       |

|       | 4ª/11ª giornata             |       |
| ----- | --------------------------- | ----- |
| 28-13 | Benetton Treviso - San Donà | 35-12 |
| 18-18 | Rugby Roma - Milano         | 11-13 |
| 6-43  | Casale - L'Aquila           | 6-50  |
| 6-0   | Calvisano - Amatori Catania | 4-13  |
|       |                             |       |

|       | 7ª/14ª giornata             |       |
| ----- | --------------------------- | ----- |
| 3-15  | Benetton Treviso - L'Aquila | 18-17 |
| 24-15 | Rugby Roma - Casale         | 12-10 |
| 27-12 | Milano - Calvisano          | 6-25  |
| 21-3  | San Donà - Amatori Catania  | 6-16  |

|       | 2ª/9ª giornata            |      |
| ----- | ------------------------- | ---- |
| 34-12 | Benetton Treviso - Casale | 62-4 |
| 15-10 | Amatori Catania - Milano  | 9-6  |
| 26-18 | San Donà - Rugby Roma     | 9-9  |
| 6-7   | Calvisano - L'Aquila      | 6-12 |
|       |                           |      |

|       | 5ª/12ª giornata               |       |
| ----- | ----------------------------- | ----- |
| 25-3  | L'Aquila - Amatori Catania    | 9-9   |
| 19-21 | Rugby Roma - Benetton Treviso | [ 4 ] |
| 30-16 | Milano - Casale               | 18-19 |
| 21-16 | San Donà - Calvisano          | 9-9   |

|       | 3ª/10ª giornata                    |       |
| ----- | ---------------------------------- | ----- |
| 50-6  | L'Aquila - Rugby Roma              | 19-10 |
| 12-13 | Amatori Catania - Benetton Treviso | 6-25  |
| 18-18 | Milano - San Donà                  | 11-13 |
| 13-3  | Casale - Calvisano                 | 12-12 |
|       |                                    |       |

|       | 6ª/13ª giornata              |       |
| ----- | ---------------------------- | ----- |
| 36-9  | L'Aquila - Milano            | 43-7  |
| 16-10 | Amatori Catania - Rugby Roma | 25-8  |
| 19-15 | Casale - San Donà            | 18-10 |
| 14-18 | Calvisano - Benetton Treviso | 9-60  |
|       |                              |       |

#### Classifica girone B
|  |    | Squadra         | G  | V  | N | P  | PF  | PS  | Pt |
|  | -- | --------------- | -- | -- | - | -- | --- | --- | -- |
|  | 1. | L’Aquila        | 14 | 12 | 1 | 1  | 394 | 107 | 25 |
|  | 2. | Benetton        | 14 | 12 | 0 | 2  | 399 | 157 | 23 |
|  | 3. | Amatori Catania | 14 | 7  | 1 | 6  | 167 | 163 | 15 |
|  | 4. | Casale          | 14 | 5  | 1 | 8  | 170 | 353 | 11 |
|  | 5. | San Donà        | 14 | 4  | 3 | 8  | 191 | 268 | 11 |
|  | 6. | Calvisano       | 14 | 4  | 2 | 8  | 165 | 231 | 10 |
|  | 7. | Rugby Milano    | 14 | 3  | 2 | 9  | 190 | 312 | 8  |
|  | 8. | Rugby Roma      | 14 | 2  | 2 | 10 | 173 | 270 | 5  |

## Seconda fase

### Poule salvezza
|       | 1ª/8ª giornata       |       |
| ----- | -------------------- | ----- |
| 6-12  | Noceto - Milano      | 16-31 |
| 33-17 | Lyons - Benevento    | 22-11 |
| 33-3  | Brescia - Rugby Roma | 21-6  |
| 24-15 | San Donà - Calvisano | 3-13  |
|       |                      |       |

|       | 4ª/11ª giornata        |       |
| ----- | ---------------------- | ----- |
| 10-0  | Benevento - Milano     | 22-12 |
| 55-12 | Brescia - Noceto       | 30-6  |
| 24-12 | Rugby Roma - Calvisano | 0-10  |
| 13-6  | Lyons - San Donà       | 15-26 |
|       |                        |       |

|       | 7ª/14ª giornata       |       |
| ----- | --------------------- | ----- |
| 27-13 | Benevento - Noceto    | 31-6  |
| 18-0  | Lyons - Milano        | 31-0  |
| 19-4  | Brescia - Calvisano   | 11-10 |
| 10-10 | Rugby Roma - San Donà | 16-25 |

|       | 2ª/9ª giornata      |      |
| ----- | ------------------- | ---- |
| 17-16 | Benevento - Brescia | 10-6 |
| 6-6   | Rugby Roma - Lyons  | 3-21 |
| 24-3  | Calvisano - Noceto  | 32-6 |
| 3-20  | Milano - San Donà   | 3-25 |
|       |                     |      |

|       | 5ª/12ª giornata        |      |
| ----- | ---------------------- | ---- |
| 24-21 | Noceto - San Donà      | 0-6  |
| 20-16 | Benevento - Rugby Roma | 21-7 |
| 9-6   | Lyons - Brescia        | 3-22 |
| 19-9  | Milano - Calvisano     | 0-29 |

|       | 3ª/10ª giornata      |       |
| ----- | -------------------- | ----- |
| 16-9  | Noceto - Rugby Roma  | 9-27  |
| 12-9  | Calvisano - Lyons    | 14-12 |
| 40-10 | Brescia - Milano     | 22-13 |
| 12-22 | San Donà - Benevento | 24-7  |
|       |                      |       |

|       | 6ª/13ª giornata       |       |
| ----- | --------------------- | ----- |
| 10-10 | Noceto - Lyons        | 3-40  |
| 6-0   | San Donà - Brescia    | 10-16 |
| 23-6  | Calvisano - Benevento | 27-26 |
| 21-15 | Milano - Rugby Roma   | 7-36  |

### Spareggi 2º posto poule salvezza
| Benevento | Benevento | 12 – 9 | Lyons |  |

| Calvisano | Calvisano | 3 – 3 | Benevento |  |

| Piacenza | Lyons | 6 – 14 | Calvisano |  |

#### Classifica poule salvezza
|               |    | Squadra      | G  | V  | N | P  | PF  | PS  | Pt |
| ------------- | -- | ------------ | -- | -- | - | -- | --- | --- | -- |
|               | 1. | Brescia      | 14 | 10 | 0 | 4  | 297 | 119 | 19 |
|               | 2. | Calvisano    | 14 | 9  | 0 | 5  | 234 | 162 | 18 |
| Retrocessione | 3. | Benevento    | 14 | 9  | 0 | 5  | 247 | 217 | 18 |
| Retrocessione | 4. | Lyons        | 14 | 8  | 2 | 4  | 242 | 136 | 18 |
| Retrocessione | 5. | San Donà     | 14 | 8  | 1 | 5  | 218 | 157 | 17 |
| Retrocessione | 6. | Rugby Roma   | 14 | 3  | 2 | 9  | 178 | 232 | 8  |
| Retrocessione | 7. | Rugby Milano | 14 | 4  | 0 | 10 | 131 | 299 | 8  |
| Retrocessione | 8. | Noceto       | 14 | 2  | 1 | 11 | 130 | 355 | 4  |

### Poule scudetto
|      | 1ª/8ª giornata                     |       |
| ---- | ---------------------------------- | ----- |
| 9-18 | Rovigo - Parma                     | 9-13  |
| 3-14 | Amatori Milano - Petrarca          | 11-22 |
| 54-9 | L'Aquila - Casale                  | 29-4  |
| 3-18 | Amatori Catania - Benetton Treviso | 9-22  |
|      |                                    |       |

|       | 4ª/11ª giornata           |       |
| ----- | ------------------------- | ----- |
| 7-10  | Rovigo - Amatori Catania  | 16-10 |
| 13-25 | Amatori Milano - L'Aquila | 11-38 |
| 18-19 | Parma - Benetton Treviso  | 16-21 |
| 6-10  | Casale - Petrarca         | 18-20 |
|       |                           |       |

|       | 7ª/14ª giornata            |       |
| ----- | -------------------------- | ----- |
| 7-16  | Rovigo - Petrarca          | 12-26 |
| 17-27 | Amatori Milano - Parma     | 16-29 |
| 19-3  | L'Aquila - Amatori Catania | 12-6  |
| 7-34  | Casale - Benetton Treviso  | 21-29 |

|      | 2ª/9ª giornata                    |      |
| ---- | --------------------------------- | ---- |
| 19-6 | Petrarca - Amatori Catania        | 15-3 |
| 3-3  | Parma - L'Aquila                  | 3-34 |
| 28-7 | Benetton Treviso - Amatori Milano | 40-8 |
| 6-7  | Casale - Rovigo                   | 9-23 |
|      |                                   |      |

|       | 5ª/12ª giornata             |       |
| ----- | --------------------------- | ----- |
| 36-18 | Petrarca - Parma            | 16-0  |
| 9-3   | Rovigo - Amatori Milano     | 20-12 |
| 17-10 | L'Aquila - Benetton Treviso | 19-18 |
| 13-3  | Casale - Amatori Catania    | 10-16 |

|      | 3ª/10ª giornata             |       |
| ---- | --------------------------- | ----- |
| 17-6 | Amatori Milano - Casale     | 14-17 |
| 27-7 | L'Aquila - Rovigo           | 9-12  |
| 9-13 | Benetton Treviso - Petrarca | 9-13  |
| 13-6 | Amatori Catania - Parma     | 12-19 |
|      |                             |       |

|       | 6ª/13ª giornata                  |       |
| ----- | -------------------------------- | ----- |
| 12-0  | Petrarca - L'Aquila              | 3-21  |
| 61-3  | Parma - Casale                   | 19-23 |
| 39-12 | Benetton Treviso - Rovigo        | 19-21 |
| 22-15 | Amatori Catania - Amatori Milano | 3-20  |

#### Classifica poule scudetto
|  |    | Squadra         | G  | V  | N | P  | PF  | PS  | Pt |
|  | -- | --------------- | -- | -- | - | -- | --- | --- | -- |
|  | 1. | Petrarca        | 14 | 13 | 0 | 1  | 235 | 123 | 26 |
|  | 2. | L’Aquila        | 14 | 11 | 1 | 2  | 307 | 114 | 23 |
|  | 3. | Benetton        | 14 | 9  | 0 | 5  | 315 | 190 | 18 |
|  | 4. | Rovigo          | 14 | 7  | 0 | 7  | 171 | 217 | 14 |
|  | 5. | Parma           | 14 | 6  | 1 | 7  | 250 | 231 | 13 |
|  | 6. | Amatori Catania | 14 | 4  | 0 | 10 | 119 | 211 | 8  |
|  | 7. | Casale          | 14 | 3  | 0 | 11 | 158 | 336 | 6  |
|  | 8. | Amatori Milano  | 14 | 2  | 0 | 12 | 167 | 300 | 4  |

## Verdetti
- Petrarca: campione d'Italia
- Benevento, Lyons, San Donà, Rugby Roma, Rugby Milano, Noceto: assegnate alla nuova serie A2 1986-87